# Ачалой-ахк
Ачалой-ахк (чечен. Ачалойн-ахк) — река в России, протекает в Чеченской Республике. Правый приток реки Келойахк.

## География
Река Ачалой-ахк берёт начало на южном склоне хребта Бахелам. Течёт на юго-запад. Устье реки находится у села Нохчи-Келой в 5,4 км по правому берегу реки Келойахк. Длина реки составляет 14 км, площадь водосборного бассейна — 51,5 км².
Система водного объекта: Келойахк → Шароаргун → Аргун → Сунжа → Терек → Каспийское море.
На левом берегу реки находятся развалины Ачалой.

## Данные водного реестра
По данным государственного водного реестра России относится к Западно-Каспийскому бассейновому округу, водохозяйственный участок реки — Сунжа от города Грозный до впадения реки Аргун. Речной бассейн реки — Реки бассейна Каспийского моря междуречья Терека и Волги.
Код объекта в государственном водном реестре — 07020001212108200006044.